# Тучнянська волость
Тучнянська волость — адміністративно-територіальна одиниця Лебединського повіту Харківської губернії.
Найбільші поселення волості станом на 1914 рік:
- село Тучне — 2604 мешканці;
- село Бобрик — 1915 мешканців.

Старшиної волості був Малеваний Григорій Степанович, волосним писарем — Гринченко Лука Іванович, головою волосного суду — Василенко Демьян Семенович.